# IC 4990
IC 4990 ist eine Balken-Spiralgalaxie vom Hubble-Typ SBc im Sternbild Pfau am Südsternhimmel. Sie ist schätzungsweise 577 Millionen Lichtjahre von der Milchstraße entfernt.
Das Objekt wurde am 24. September 1900 vom US-amerikanischen Astronomen DeLisle Stewart entdeckt.